# توچینک مجرکی
توچینک مجرکی (به لاتین: Tuszynek Majoracki) یک منطقهٔ مسکونی در لهستان است که در Gmina Tuszyn واقع شده‌است.